# Brian L. Roberts
Pour les articles homonymes, voir Roberts.
Brian L. Roberts (né le 28 juin 1959) est un homme d'affaires américain et le PDG de Comcast.

## Biographie
Né dans une famille juive, de Pennsylvanie, sa mère, Suzanne Fleisher, est actrice et son père, Ralph J. Roberts, cofondateur de Comcast Corporation. Il étudie à la Germantown Academy, et obtient un B.S. de la Wharton School, où il est admis à la fraternité Zeta Psi.
Il possède 33 % 1/3 des votes de Comcast et dirige le National Cable & Telecommunications Association (NCTA). Il est également membre du directoire de la Bank of New York.

## Vie privée
Il épouse Aileen Kennedy Roberts, et vit à Philadelphie avec ses trois enfants. Elle dirige Barnes Foundation,.